# Pseudocercospora bougainvilleae
Pseudocercospora bougainvilleae är en svampart som beskrevs av Y.L. Guo 1999. Pseudocercospora bougainvilleae ingår i släktet Pseudocercospora och familjen Mycosphaerellaceae.   Inga underarter finns listade i Catalogue of Life.